# Drachenbronn-Birlenbach
Drachenbronn-Birlenbach es una localidad y comuna francesa, situada en el departamento de Bajo Rin en la región de Alsacia. La localidad forma parte del entorno del Parque natural de la región de Vosgos del Norte.